# Place Pasteur (Tunis)
La place Pasteur (arabe : ساحة باستور) est une place de Tunis, capitale de la Tunisie.

## Situation et accès
La place Pasteur est située à l'intersection de l'avenue Mohammed-V, de l'avenue Alain-Savary, de la rue du Docteur-Conseil, de l'avenue Charles-Nicolle, de l'avenue Jugurtha, de l'avenue Taieb-Mehiri et de l'avenue de la Liberté.
Elle est desservie par la station de métro Palestine.

## Origine du nom
Le nom de la rue fait référence à Louis Pasteur, scientifique français, chimiste et physicien inventeur de la vaccination contre la rage et les maladies charbonneuses.

## Historique

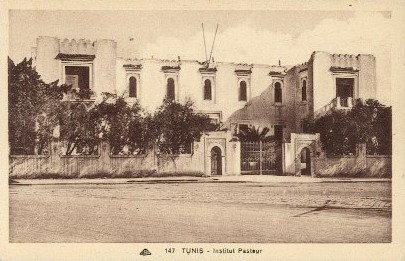
Institut Pasteur en 1900

## Bâtiments remarquables et lieux de mémoire
- Bâtiments de l'Institut Pasteur de Tunis, de style néo-mauresque et construits par l'architecte Raphaël Guy en 1904[1] ;
- Piscine du Belvédère, datant des années 1930, première piscine tunisoise ;
- Bureau de poste Belvédère, de style Art déco ;
- Grille d'entrée en fer forgé du parc du Belvédère.

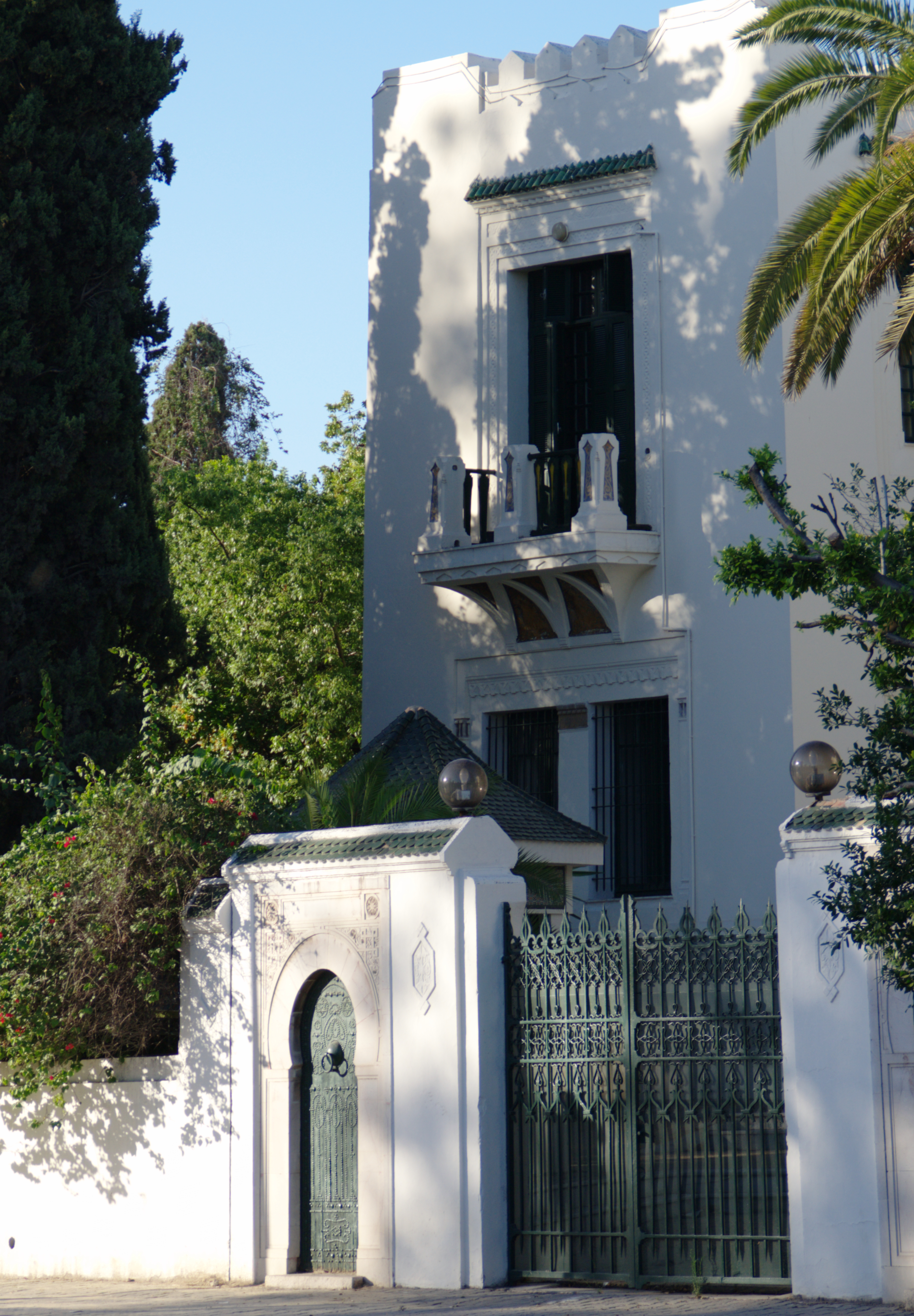
Institut Pasteur
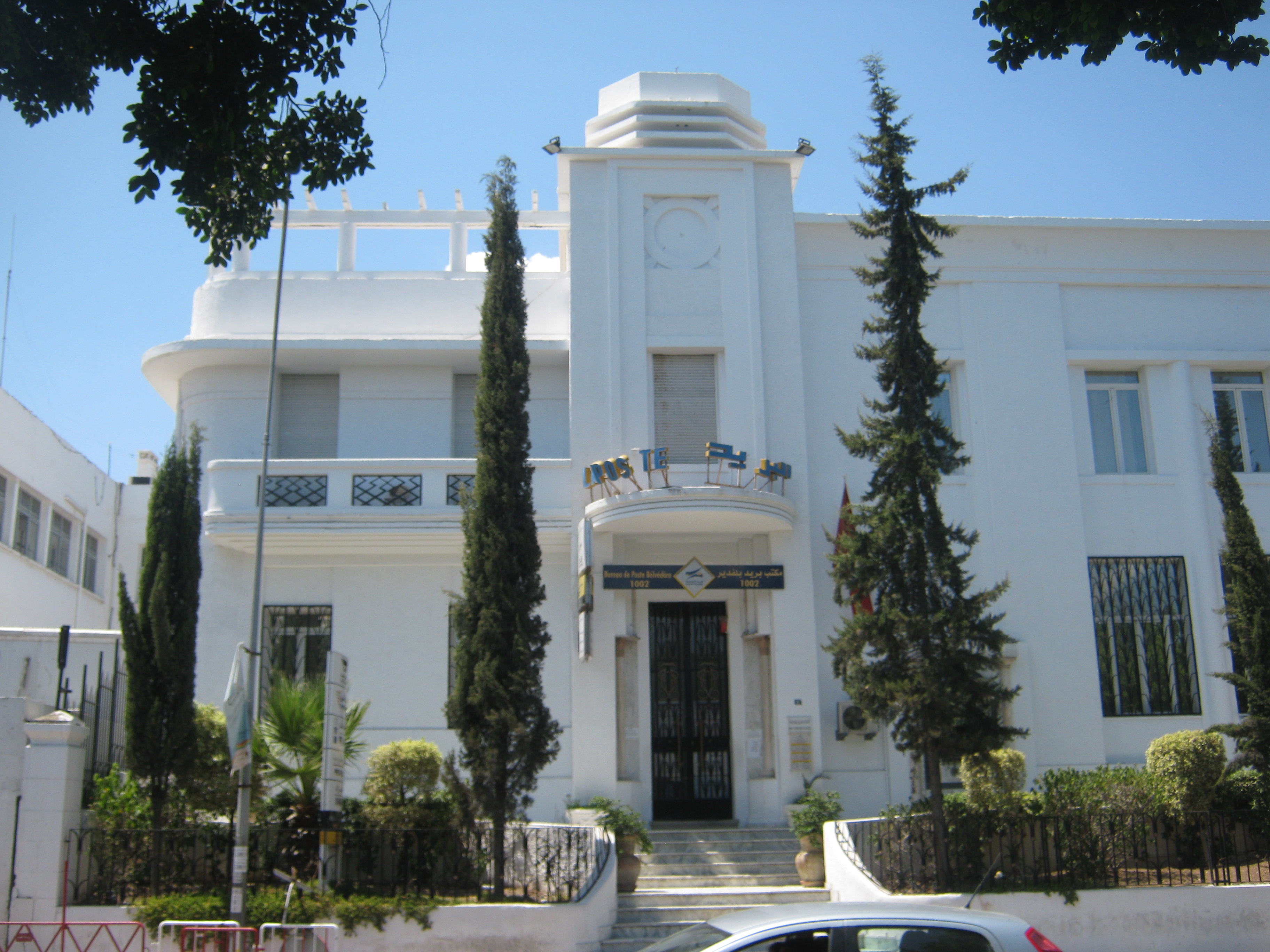
Bureau de poste Belvédère
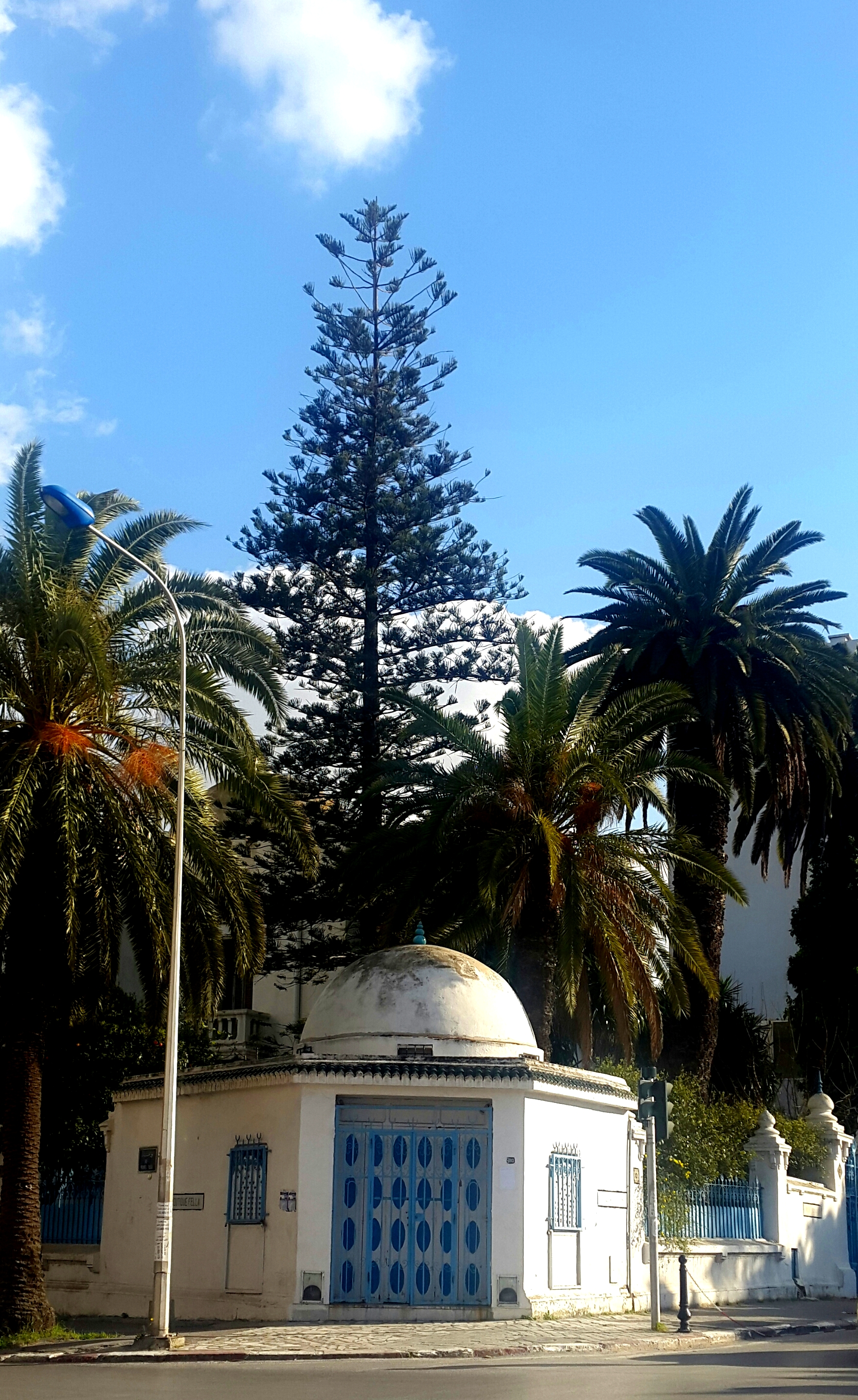
Boutique Fella

## Bâtiments et monuments disparus
- Statue de l'homme politique français Paul Cambon, inaugurée en 1929 et retirée en 1957[2],[3].